# Silvio Santiago García
Silvio Santiago García   (Vilardevós, 18 d'octubre de 1903 - Vilardevós, 12 de setembre de 1974) fou un escriptor gallec.
Va fugir a Portugal durant la Guerra Civil (1937) i d'allí se n'anà a Cuba i Veneçuela, on va crear el Centro Galego i diverses revistes. A més, va col·laborar en alguns periòdics.
Vilardevós (1971), un llibre clàssic de la narrativa gallega, i O silencio redimido, un llibre pòstum autobiogràfic (1976), són les seves obres més importants, encara que també va escriure Non agardei por ninguén, Noticia previa i Reencontro co lector postrero.